# Carminatia
Carminatia es un género de plantas perteneciente a la familia Asteraceae. Comprende 5 especies descritas y de estas solo 3 aceptadas.

## Descripción
Las plantas de este género sólo tienen disco (sin rayos florales) y los pétalos son de color blanco, ligeramente amarillento blanco, rosa o morado (nunca de un completo color amarillo).

## Taxonomía
El género fue descrito por Moc. ex DC. y publicado en Prodromus Systematis Naturalis Regni Vegetabilis 5: 136. 1836. La especie tipo es: Carminatia tenuiflora DC.	

## Especies aceptadas
A continuación se brinda un listado de las especies del género Carminatia aceptadas hasta junio de 2012, ordenadas alfabéticamente. Para cada una se indica el nombre binomial seguido del autor, abreviado según las convenciones y usos.
- Carminatia alvarezii
- Carminatia recondita McVaugh
- Carminatia tenuiflora DC.